# Burgstall Hirschstein (Fürstenzell)
Der Burgstall Hirschstein bezeichnet eine abgegangene hoch- bis spätmittelalterliche Höhenburg auf 390 m ü. NN etwa 200 Meter nordöstlich von Irsham, einem Ortsteil der Gemeinde Fürstenzell im Landkreis Passau in Bayern. Die Stelle ist heute als Bodendenkmal Nummer D-2-7446-0101: „Hoch- bis spätmittelalterlicher ebenerdiger Ansitz "Burgstall Hirschstein"“ geschützt.

## Geschichte
Über die nur kleine und unbedeutende Burg Hirschstein ist nicht sehr viel bekannt, sie bestand wohl hauptsächlich nur aus einem Festen Haus. Sie war Anfang des 14. Jahrhunderts im Besitz der niederösterreichischen Ritterfamilie Hader oder von Haderstein, die seit 1275 nachweisbar ist. 1367 wurde ein Zacharias Hader erwähnt, er folgte als Besitzer des Edelsitzes sowie der zugehörigen Hofmark seinem Onkel Walchun. Zacharias war ein Ministeriale des Hochstiftes von Passau und damit ein Dienstmann des Bischofes Albert III. von Winkel.
Burg Hirschstein diente wohl als kleines Jagdschloss, denn Zacharias besaß die Jagdgerechtigkeit in diesem Gebiet, sie wurde ihm durch den niederbayerischen Herzog Stephan II. verliehen.
Die Burg wurde 1384 geschleift, das Baumaterial wurde für Bauten des nahen Klosters Fürstenzell verwendet.
Auf dem Gelände der ehemaligen Burg wurde 2002 durch einen Sondengänger der Plattenrock des Zacharias Haderer gefunden. Diese Rüstung wird dem Ritter Zacharias zugeschrieben, allerdings lässt sich das nicht beweisen. Sie befindet sich heute im Bayerischen Armeemuseum.

## Beschreibung
Die Burgstelle, die zum Typus des ebenerdigen Ansitzes gezählt wird, liegt auf einem bewaldeten und nach Nordnordwesten gerichteten Geländesporn, der das Tal des Gurlarner Baches um wenige Meter überragt. Die Südseite der Burgstelle, an der der Geländesporn in eine mäßig ansteigende Hochfläche übergeht, wurde durch einen bis zu 5 Meter tiefen und 15 Meter breiten Halsgraben abgesichert. Dieser Graben verläuft vom Westhang des Spornes aus in östlicher Richtung und biegt nach 30 Metern nach Nordosten ab, wo er, schwächer ausgeprägt, den nur leicht abfallenden Nordosthang hinab verläuft.
Die trapezförmige Innenfläche der Anlage besitzt eine größte Länge von 40 Metern, ihre Osthälfte fällt erheblich ab. An der Südseite befindet sich als zusätzlicher Schutz noch unmittelbar hinter der Grabeninnenkante ein 1 Meter hoher Randwall. Nordnordwestlich ist der Innenfläche noch ein kleineres und wenige Meter tieferliegendes Plateau vorgelagert.
Der nördliche Bereich der früheren Burganlage, deren Untergrund aus Granit besteht und von Löss bedeckt ist, sowie das tieferliegende Plateau weisen Störungen auf, die wohl von früheren Grabungen stammen.